# Artificial Intelligence (album)
Artificial Intelligence, to album walijskiego kompozytora Johna Cale’a, wydany 6 sierpnia 1985 nakładem wytwórni muzycznej Beggars Banquet. Płyta została zarejestrowana i wyprodukowana przez Cale’a Strongroom Studios w Londynie.

## Lista utworów
Opracowano na podstawie materiału źródłowego.
1. „Every Time The Dogs Bark” (John Cale, Larry Sloman, Dave Young) – 4:14
2. „Dying On The Vine” (John Cale, Larry Sloman) – 5:15
3. „The Sleeper” (John Cale, Larry Sloman) – 5:49
4. „Vigilante Lover” (John Cale, Larry Sloman) – 4:26
5. „Chinese Takeaway (Hong Kong 1997) (Medley) (Marguerite Monnot, Georges Moustaki) – 3:42
6. „Song Of The Valley” (John Cale, Larry Sloman) – 5:01
7. „Fadeaway Tomorrow" (John Cale, Larry Sloman) – 3:23
8. „Black Rose” (John Cale, Larry Sloman) – 4:55
9. „Satellite Walk” (John Cale, Larry Sloman) – 4:54

## Twórcy
Opracowano na podstawie materiału źródłowego.

- John Cale – gitara basowa, gitara, instrumenty klawiszowe, altówka, produkcja muzyczna
- Graham Dowdall – instrumenty perkusyjne
- Gill O’Donovan – wokal wspierający
- Susie O’List – wokal wspierający
- David Young – gitara, produkcja muzyczna
- James Young – instrumenty klawiszowe
- Karin Preus – oprawa graficzna
- Dennis P. Nechvatal – design, oprawa graficzna